# Championnats du monde d'Ironman 1991
Navigation
Édition précédente Édition suivante
Les championnats du monde d'Ironman 1991 se déroule le 19 octobre 1991 à Kailua-Kona dans l'État d'Hawaï. Ils sont organisés par la World Triathlon Corporation.

## Résultats du championnat du monde

### Hommes
| Pos.     | Temps           | Nom               | Pays       | Détail temps | Détail temps | Détail temps    | Détail temps | Détail temps    |
| Pos.     | Temps           | Nom               | Pays       | Natation     | T1           | Cyclisme        | T2           | Course à pied   |
| -------- | --------------- | ----------------- | ---------- | ------------ | ------------ | --------------- | ------------ | --------------- |
|          | 8 h 18 min 32 s | Mark Allen        | États-Unis | 50 min 14 s  | 0 min 00 s   | 4 h 46 min 07 s | 0 min 00 s   | 2 h 42 min 09 s |
|          | 8 h 24 min 34 s | Greg Welch        | Australie  | 51 min 02 s  | 0 min 00 s   | 4 h 45 min 21 s | 0 min 00 s   | 2 h 48 min 10 s |
|          | 8 h 27 min 55 s | Jeff Devlin       | États-Unis | 54 min 12 s  | 0 min 00 s   | 4 h 43 min 11 s | 0 min 00 s   | 2 h 50 min 31 s |
| 4        | 8 h 30 min 07 s | Pauli Kiuru       | Finlande   | 51 min 08 s  | 0 min 00 s   | 4 h 45 min 20 s | 0 min 00 s   | 2 h 53 min 38 s |
| 5        | 8 h 30 min 48 s | Wolfgang Dittrich | Allemagne  | 48 min 02 s  | 0 min 00 s   | 4 h 42 min 58 s | 0 min 00 s   | 2 h 59 min 48 s |
| 6        | 8 h 43 min 06 s | Scott Tinley      | États-Unis | 53 min 59 s  | 0 min 00 s   | 4 h 49 min 59 s | 0 min 00 s   | 2 h 59 min 07 s |
| 7        | 8 h 46 min 29 s | Ken Glah          | États-Unis | 51 min 06 s  | 0 min 00 s   | 4 h 50 min 03 s | 0 min 00 s   | 3 h 05 min 19 s |
| 8        | 8 h 49 min 51 s | Ben van Zelst     | Pays-Bas   | 54 min 02 s  | 0 min 00 s   | 4 h 55 min 08 s | 0 min 00 s   | 3 h 00 min 39 s |
| 9        | 8 h 50 min 52 s | Cristián Bustos   | Chili      | 52 min 55 s  | 0 min 00 s   | 4 h 54 min 52 s | 0 min 00 s   | 3 h 03 min 04 s |
| 10       | 8 h 53 min 06 s | Stefan Kolm       | États-Unis | 51 min 25 s  | 0 min 00 s   | 4 h 52 min 21 s | 0 min 00 s   | 3 h 09 min 19 s |
| Source : |                 |                   |            |              |              |                 |              |                 |

### Femmes
| Pos.     | Temps           | Nom                | Pays        | Détail temps    | Détail temps | Détail temps    | Détail temps | Détail temps    |
| Pos.     | Temps           | Nom                | Pays        | Natation        | T1           | Cyclisme        | T2           | Course à pied   |
| -------- | --------------- | ------------------ | ----------- | --------------- | ------------ | --------------- | ------------ | --------------- |
|          | 9 h 07 min 52 s | Paula Newby-Fraser | Zimbabwe    | 54 min 59 s     | 0 min 00 s   | 5 h 05 min 47 s | 0 min 00 s   | 3 h 07 min 05 s |
|          | 9 h 23 min 37 s | Erin Baker         | États-Unis  | 56 min 32 s     | 0 min 00 s   | 5 h 08 min 47 s | 0 min 00 s   | 3 h 18 min 18 s |
|          | 9 h 33 min 20 s | Sarah Coope        | Royaume-Uni | 1 h 02 min 34 s | 0 min 00 s   | 5 h 19 min 09 s | 0 min 00 s   | 3 h 11 min 36 s |
| 4        | 9 h 34 min 24 s | Thea Sybesma       | Pays-Bas    | 1 h 00 min 00 s | 0 min 00 s   | 5 h 10 min 16 s | 0 min 00 s   | 3 h 24 min 07 s |
| 5        | 9 h 42 min 59 s | Krista Whelan      | États-Unis  | 1 h 01 min 36 s | 0 min 00 s   | 5 h 17 min 28 s | 0 min 00 s   | 3 h 23 min 54 s |
| 6        | 9 h 46 min 37 s | Julie-Anne White   | Canada      | 1 h 02 min 32 s | 0 min 00 s   | 5 h 29 min 59 s | 0 min 00 s   | 3 h 14 min 05 s |
| 7        | 9 h 49 min 01 s | Jan Wanklyn        | États-Unis  | 53 min 47 s     | 0 min 00 s   | 5 h 38 min 39 s | 0 min 00 s   | 3 h 16 min 34 s |
| 8        | 9 h 49 min 49 s | Terry Schneider    | États-Unis  | 1 h 03 min 11 s | 0 min 00 s   | 5 h 25 min 00 s | 0 min 00 s   | 3 h 21 min 38 s |
| 9        | 9 h 53 min 29 s | Louise Bonham      | Australie   | 58 min 54 s     | 0 min 00 s   | 5 h 31 min 32 s | 0 min 00 s   | 3 h 23 min 02 s |
| 10       | 9 h 54 min 35 s | Wendy Ingraham     | États-Unis  | 51 min 18 s     | 0 min 00 s   | 5 h 22 min 50 s | 0 min 00 s   | 3 h 40 min 27 s |
| Source : |                 |                    |             |                 |              |                 |              |                 |